# 特恩灣
特恩灣（英語：Tern Cove），是南極洲的海灣，位於南奧克尼群島的西格尼島北部，在1933年由英國的研究隊繪入地圖，該海灣現時由南極條約體系管理。